# Cherry no manma
Cherry no manma (Cherryのまんま?) è un manga shōjo di Emiko Sugi pubblicato da Shogakukan dal 1989 al 1990 e raccolta poi in quattro volumi tankōbon. Ispirato al manga è uscito poi un episodio OAV.

## Trama
La serie segue la vita di Nanoko, detta Nokko, assieme ai suoi due coinquilini. L'OAV in particolare si concentra sull'equivoco riguardo alla biancheria intima della ragazza: Nokko, infatti, sorprende per caso Yuki mentre osserva le mutande femminili appese ad asciugarsi.
Quando poi la ragazza va a sistemare la propria biancheria si accorge che tra i capi manca proprio un paio di mutande. Accusato Yuki del furto, solo più tardi Nanoko scopre di essersi sbagliata e perciò, assieme all'altro coinquilino, vanno in cerca di Yuki per scusarsi. Ritrovato il ragazzo e scusatasi con lui, Nokko lascia scherzosamente un paio di proprie mutande firmate a mo' di scusa nella stanza di Yuki.